# Danimarca ai V Giochi olimpici invernali
La Danimarca partecipò ai V Giochi olimpici invernali, svoltisi a Sankt Moritz, Svizzera, dal 30 gennaio all'8 febbraio 1948, con una delegazione di 2 atleti impegnati in due discipline.